# Realm of the Mad God
Realm of the Mad God è un MMORPG browser game creato dagli Wild Shadow Studios (in seguito acquistato dalla compagnia DECA), pubblicato per la prima volta in versione beta nel gennaio del 2010 e lanciato ufficialmente il 20 giugno 2011.

## Accoglienza
| Sito         | Voto   |
| ------------ | ------ |
| GameRankings | 85.6%  |
| Metacritic   | 82/100 |
| Eurogamer    | 9/10   |
| IGN          | 8/10   |
| PC Gamer US  | 89%    |
| RPGFan       | 78%    |

Realm of the Mad God ha ricevuto un giudizio generalmente positivo dalla critica. Ad esempio, è stata e recensita da Metacritic con un voto di 82/100 e da GameRanking con 85,6%.
IGN ha assegnato al videogioco un voto di 8/10, affermando che "si tratta di un MMO free-to-play piuttosto singolare che merita ogno secondo del tuo tempo libero", criticando, tuttavia, i controlli, dicendo che "è un peccato che non siano stretti come dovrebbero essere in un videogioco sparatutto in stile arcade". Eurogamer ha dato un punteggio di 9/10, definendo il gioco "superbo" e "perfetto per le persone che amano l'idea di fare incursioni, ma non possono permettersi di investire il tempo che tutti gli MMO richiedono prima di ottenere buoni equipaggiamenti", e PC Gamer ha descritto il gioco come "impenitente, semplicistico e divertente" e "fra le esperienze multiplayer che si sono particolarmente distinte", assegnando un punteggio di 89%.
RPGFan ha criticato la natura semplicistica del gioco, dicendo che "attualmente appare un po' troppo scarno", aggiungendo, tuttavia, "quasi senza rallentamenti, una vera sensazione di cooperazione e una sfida costante, RMG è un MMO che non annoia mai", votandolo con 78%.
Nel 2016 Kabam passa i diritti alla Deca Games OÜ